# منظور الحسن
منظور الحسن (انگلیسی: Manzoor-ul Hassan؛ زادهٔ ۱۵ ژانویهٔ ۱۹۵۲) ورزشکار هاکی روی چمن اهل پاکستان است.